# Katja Schenker
Katja Schenker (* 23. November 1968 in St. Gallen, heimatberechtigt in Dänikon und St. Gallen) ist eine Schweizer Performancekünstlerin, die auch skulptural arbeitet und Installationen macht.

## Leben und Wirken
Katja Schenker ist die Tochter der Künstlerin Lucie Schenker und Schwester der Künstlerin Anina Schenker. Sie lebt und arbeitet in Zürich.
Nach einer Hospitanz an der Hochschule für Gestaltung und Kunst Zürich, heute ZHDK, studierte sie bis 1996 an der École des hautes études en sciences sociales in Paris und parallel bis 1997 Komparatistik, Kunstgeschichte und Philosophie an der Universität Zürich.

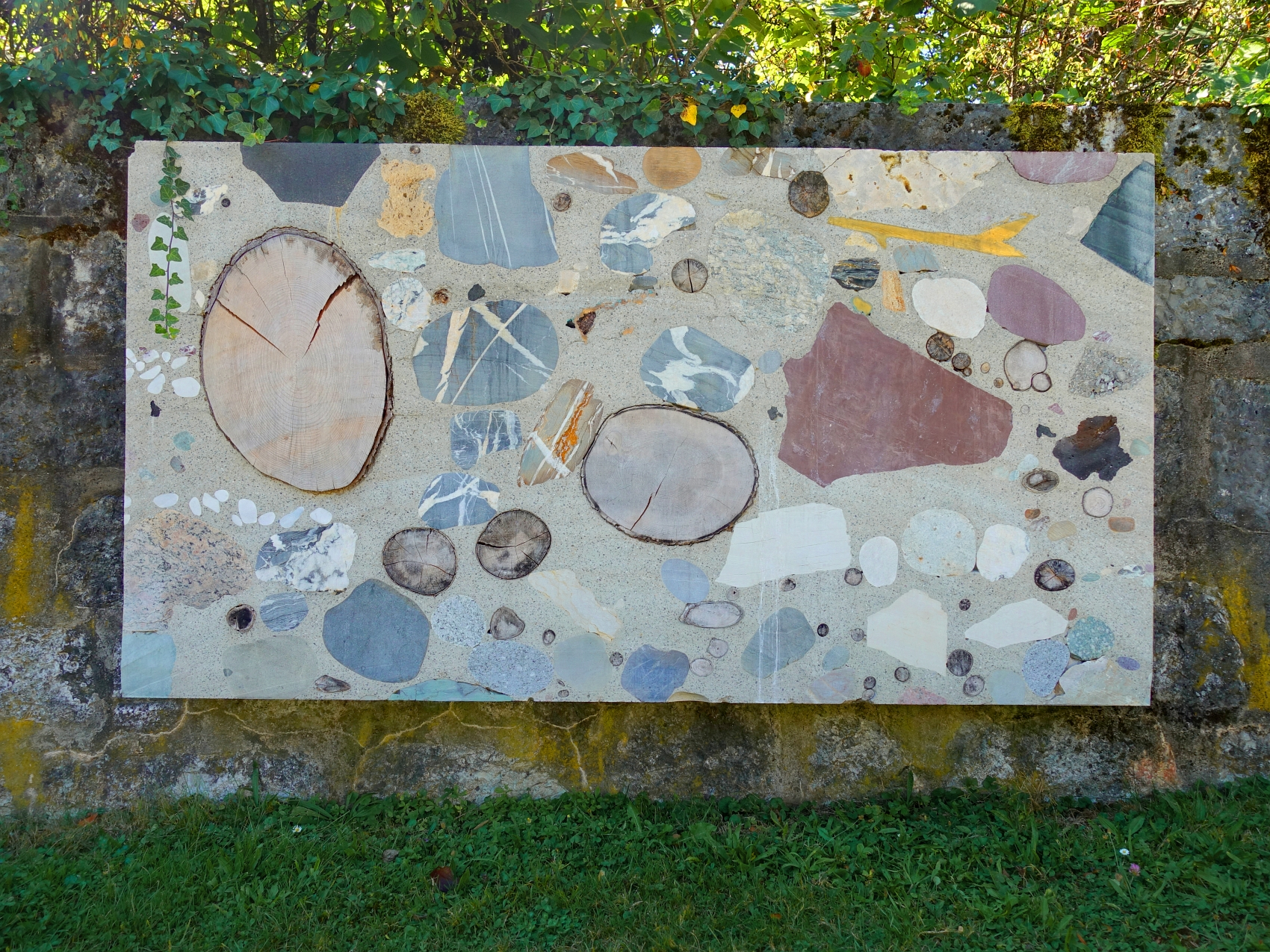
2017, Wie Tief ist die Zeit, Kunstmuseum Solothurn

Sie arbeitete nebst ihrer künstlerischen Tätigkeit auch als Co-Kuratorin an der Kunsthalle St. Gallen, schrieb Textbeiträge zu zeitgenössischer Kunst und hatte Lehraufträge in Zürich.
Katja Schenker arbeitet mit verschiedensten Medien performativ, konzeptuell, bildhauerisch installativ und zeichnerisch und ist seit 1999 besonders als Performerin bekannt. Ihre Arbeit wird als stummer, rezeptiv-transformatorischer Vorgang mit Materialien, an den Grenzen physischer Möglichkeiten und körperlicher Belastbarkeit beschrieben, der aber im Kontakt zum Publikum und Raum spürbar wird.

Sie arbeitet auch im öffentlichen Raum und mit Kunst am Bau und kombiniert dabei organische Materialien und prozessuale Vorgänge mit Ideen von Geschichte und Ewigkeit, von Stabilität und Verletzlichkeit.
Verschiedene Verdichtungs- und Transformationsprozesse spielen in den Arbeiten und Performances von Katja Schenker oft eine zentrale Rolle: Bei ihren künstlerischen Umarbeitungen von Materialien, Werkstoffen oder auch Gebrauchsgegenständen verwendet sie merkwürdige Verfahrensweisen, welche sie oft aufgrund eines körperlichen Impulses entwickelt.
2018 vollendete Schenker ihre bisher grösste Skulptur. Als Kunst am Bau erstellte sie für den neuen Campus der Fachhochschule Nordwestschweiz in Muttenz eine elf Meter hohe Stele aus Beton, Holz, Stein und Metall.

## Preise
Schenker gewann drei Mal die Swiss Art Awards, 2015 den Performancepreis Schweiz und den Prix Visarte. Werkbeiträge für ihre Arbeit kamen sowohl vom Kanton Zürich als auch aus St. Gallen, und 2005 erhielt sie den Preis «Goldener Hase» für ihre Arbeit swisstopo als Beste Landschaft 2005 von Hochparterre und Kulturplatz, SRF Schweizer Radio und Fernsehen.

## Ausstellungen
Katja Schenker ist die derzeit am häufigsten ausgestellte Künstlerin der Schweiz, mit 4 Einzel- und 37 Gruppenausstellungen.
2022
- Epochè (ici) in Les Tanneries - Centre d'art contemporain, Amilly (Loiret)

2021
- Teilnahme BienalSur in Buenos Aires, Argentinien

2019
- Teilnahme Biennale Now Is The Time in Wuzhen International Contemporary Art Exhibition, Tongxiang

2018
- Slices From A Dream in Galerie Mitterrand, Paris

2015
- Temps Suspendu in Galerie Mitterrand, Paris[11]

2012
- Mit angewinkelten Beinen in Kunstmuseum Olten, Olten

2011
- moll Kunstverein Konstanz e.V., Konstanz
- 11. Triennale Bex & Arts - Territoires / Bex Arts - Triennale de sculpture contemporaine suisse en plein air, Bex

2003 (ihre erste Ausstellungsteilnahme)
- 10e Biennale de l'Image en Mouvement (10. Biennale des bewegten Bildes) im Centre pour l'image contemporaine, Genf